# Beuel-Ost

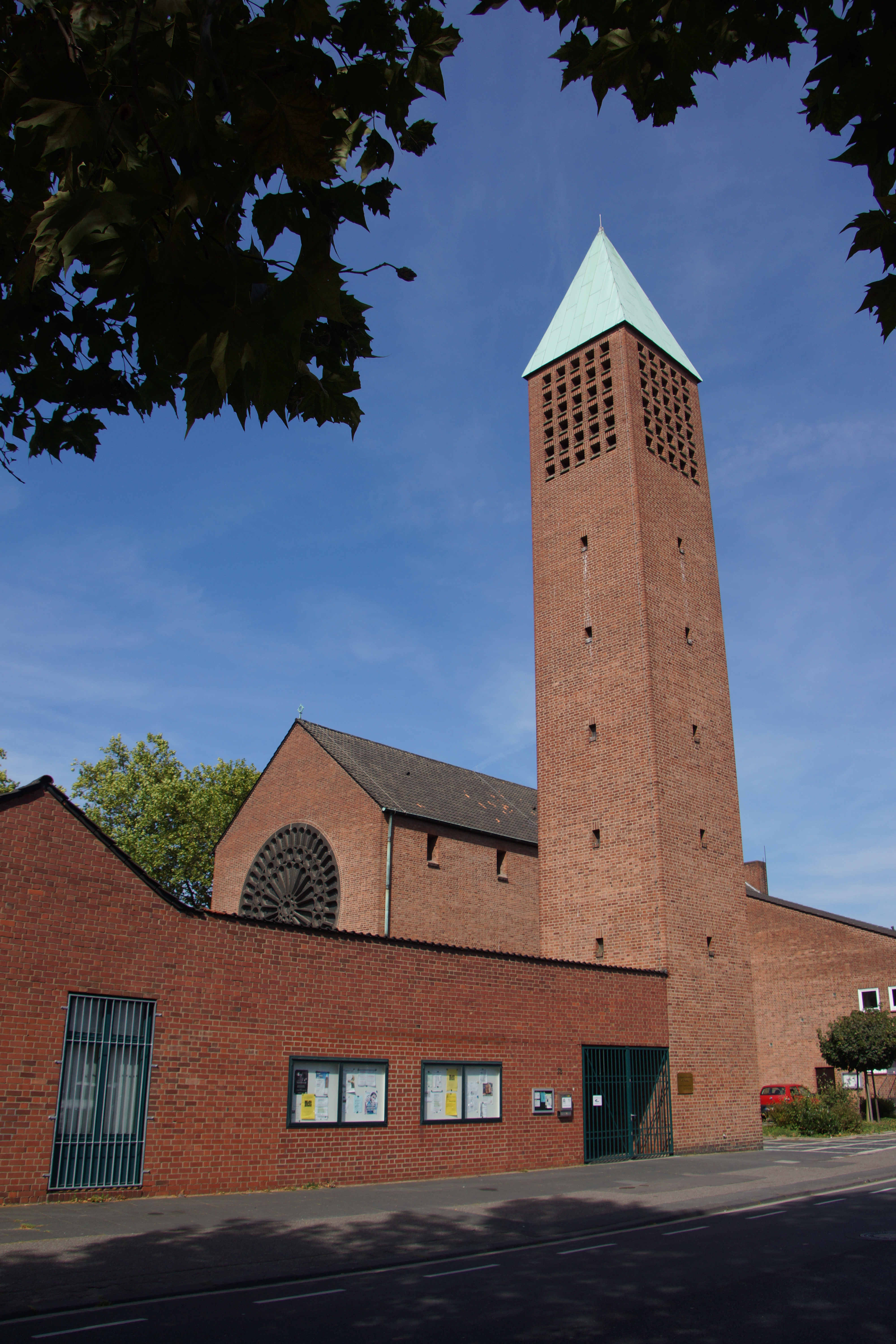
St. Paulus Beuel

Beuel-Ost ist der mittlere Teil des Bonner Stadtbezirks Beuel.
Es ist ein typischer Wohnstadtteil mit Eigenheimen und Mehrfamilienhäusern, der sich in seinen Ausläufern der Siegburger Straße in Höhe in den 1960er Jahren erstellten Hochhausbauten in den letzten 25 Jahren zunehmend zu einem sozialen Brennpunkt entwickelt hat. Vor allem Aussiedler aus den ehemaligen Sowjetrepubliken besiedeln den Straßenabschnitt sowie zunehmend Menschen mit Migrationshintergrund aus der Türkei und Rumänien. Der südöstliche Bereich des Stadtteils wird durch ein Gewerbegebiet dominiert. Im Schwarzen Weg südlich der Maarstraße, die das Gewerbegebiet von Ost nach West in zwei Hälften teilt, liegt in einem Wohngebiet in Limperich eine Moschee. An der Königswinterer Straße war das für Bonn-Beuel zuständige Polizeirevier ansässig, im Herbst 2006 zog es in das neue Polizeipräsidium in Ramersdorf an der Anschlussstelle zur A 562. Zu Beginn der Maarstraße liegt die einzige rechtsrheinische Wache der Berufsfeuerwehr Bonn, die Feuerwache 2.
In Höhe der St.-Paulus-Kirche am Anfang der Königswinterer Straße stellt sich traditionell am Karnevalssonntag während der rheinischen Straßenkarnevalsession der „LiKüRa“-Zug auf, der über die Königswinterer Straße hier im südlichen Stadtteil weiter durch die Beueler Ortschaften Limperich, Küdinghoven und Ramersdorf verläuft, wo er sich dann auflöst. Die Siegburger Straße führt zur B 56, einer unfallträchtigen Verbindungsstraße der Kreisstadt Siegburg mit Bonn, Hangelar und Sankt Augustin. Die Gesamtschule Bonn-Beuel hat sich zwischen Beuel-Ost und Pützchen angesiedelt (Ortsteil Pützchen/Bechlinghoven). Sie hat sich seit den 1990er Jahren durch die Integration unterschiedlicher Nationalitäten und Behinderter zu einer regional renommierten Schulform entwickelt. Neben der Gesamtschule Beuel-Ost befindet sich ein integratives Rehabilitationszentrum, das Schwerstbehinderte betreut.
Die ehemalige Jutespinnerei Beuel in der Siegburger Straße gegenüber der Pauluskirche wird seit 1981 unter dem Namen Halle Beuel vom Theater Bonn als Lager (Lampenlager) verwendet und bis 2016 auch als Spielstätte unter dem Namen Schauspielhalle Beuel. Seit Oktober 2016 wird diese Spielstätte vom Pantheon-Theater genutzt.
Der traditionsreiche Eisladen Pino, der sich Ecke Maarstraße und Siegburger Straße befand, existiert nicht mehr. Die Maarstraße gehörte zu Teilen zu einem ehemaligen Beueler Arbeiterwohnviertel. Die Nougatfirma Kessko überzieht Beuel-Ost mit einem süßlichen Schokoladenduft, der je nach Windrichtung bis nach Beuel-Mitte weht. Durch das Gewerbegebiet in Beuel-Ost verlaufen die normalspurigen Schienen der RSE Rhein-Sieg-Eisenbahn. Durch den nördlichen Teil verlief früher die schmalspurige Bröltalbahn; diese endete an einem kleinen Transport- und Umschlagbahnhof am Rheinufer von Beuel-Mitte, der vor Jahrzehnten zum beliebten Gastronomiebetrieb umfunktioniert wurde, in das traditionsreiche „Bahnhöfchen“. Die Infrastruktur in Beuel-Ost ist gut ausgebaut.

## Verkehr
Von Bonn aus ist Beuel-Ost entweder über die Kennedybrücke und Beuel-Mitte oder über die A 565 Richtung Autobahndreieck Bonn-Nordost, dann über die A 59 Ausfahrt Bonn-Pützchen zu erreichen.
Die Buslinien 529, 603, 608 und 609 (des VRS) durchqueren Bonn-Ost über die Haltestelle Pantheon Beuel im nördlichen Teil, die Linien 537, 635 und 636 im südlichen Teil.

## Geschichte

### Die Beueler Industrie
Beuel gehörte im 19. Jahrhundert zu den bedeutendsten Industriestandorten im Rheinland. Die starken Veränderungen seit den 1970er Jahren haben dazu geführt, dass Traditionsfirmen ihren Betrieb einstellen mussten. Heute zeugen in weiten Teilen nur noch die historischen Fabrikgebäude, wie z. B. der ehemaligen Rheinischen Tapetenfabrik von dieser Epoche. Das Herz der Beueler Industrie liegt in Beuel-Ost, zwischen der Königswinterer Straße, Marquartstraße, Auguststraße, Siegburger Straße und der Maarstraße.

### Die Beueler Jutespinnerei
Zu den größten Industrieunternehmen in Beuel-Ost gehörte die „Vereinigte Jutespinnerei und Weberei AG“. Sie beschäftigte zeitweise über 1000 Mitarbeiter. Das Beueler Werk wurde 1868 von dem Unternehmer Alfred Hieronymus gegründet. Kurze Zeit nach Gründung ging das Werk in den Besitz der Firma „Rheinische Jutespinnerei Solf, Daverport & Co“ über. Als erste Fabrik in Deutschland verarbeitete sie die angelieferte Jute von der Rohfaser bis zum fertigen Gewebe.
In der Fabrik wurde aus den Jutefasern ein grober Stoff hergestellt. Dieser wurde zur Herstellung von Säcken und als Trägermaterial für Linoleumböden verwendet.
Infolge der Wirtschaftskrise (1873) sanken die Produktionszahlen, bis die Rheinische Jutespinnerei schließlich Mitte der 1880er Jahre Konkurs anmelden musste.
Im Jahr 1887 kam es zu einer Neugründung unter dem Namen „Westdeutsche Jutespinnerei und Weberei“. Auch in dieser Zeit gab es Krisen durch starke Preisschwankungen. Trotzdem entwickelte sich das Werk sehr gut.
Im Ersten Weltkrieg musste die Produktion aufgrund des Ausbleibens der Rohstoffe eingestellt werden.
1924 konnte die Jutespinnerei als Teil der Firma „Vereinigte Jutespinnereien und Webereien AG, Hamburg“ ihren Betrieb wieder eröffnen.
Im Zweiten Weltkrieg produzierte das Werk fast ausschließlich für militärische Zwecke. Den Betrieb hielten Zwangsarbeiter aufrecht, die hauptsächlich aus Polen und der Sowjetunion rekrutiert wurden. Bei einem Luftangriff am 4. Februar 1944 wurde das Werk bis auf die Umfassungsmauern zerstört.
1945 wurde die Produktion in provisorischen Hallen wieder aufgenommen. Allerdings wurden keine Juteerzeugnisse mehr hergestellt, sondern Bodenbeläge. Nach 1966 wechselte das Werk an die Firma Dynamit Nobel. 1981 erwarb die Stadt Bonn das Grundstück.
Die ehemaligen Produktionshallen dienen heute dem Pantheon-Theater als Spielstätte. Zudem sind hier die Theaterwerkstätten der Stadt Bonn untergebracht.
Die imposanten Backsteingebäude mit ihren geschmückten Ziergiebeln und zum Teil hohen Rundbogenfenstern stammen im Wesentlichen aus zwei Bauphasen. Das Zentrum der Anlage bildet der große Spinn- und Webraum aus dem Jahre 1868, der 1898 nach Osten hin um etwa das Doppelte vergrößert wurde. Zu den ursprünglichen Gebäuden gehören weiterhin das Kesselhaus mit dem 46 Meter hochaufragenden Kamin, das Maschinenhaus sowie ein kleineres Werkstattgebäude. Auf der gegenüberliegenden Seite der Siegburger Straße befindet sich die ehemalige Direktorenvilla.

### Die Kirche St. Paulus
Beuel-Ost gehörte zur katholischen Pfarrei St. Josef in Beuel. Seit 1924 fanden bis 1938 sonntägliche Messen im Saal des katholischen Kindergartens in Räumen der Jutespinnerei (Paulusstraße 19) statt und man plante eine Kirche zwischen Paulusstraße und Königswinterer Straße. Dazu kam es jedoch nicht. Ab 1954 wurden Pläne zum Bau einer Kirche an der Siegburger Straße konkret, am 30. Juni 1957 wurde der Grundstein für die Kirche St. Paulus gelegt, am 12. Oktober 1958 wurde diese konsekriert. Vorher schon hatte Beuel-Ost den Status einer selbständigen Rektoratspfarrei erhalten. Seit etwa 2008 gehört Beuel-Ost jedoch wieder zur Pfarrei St. Josef und Paulus.